# Kurier Galicyjski
Kurier Galicyjski: niezależne pismo Polaków na Ukrainie – dwutygodnik i portal internetowy wydawany w języku polskim we Lwowie oraz w Iwano-Frankiwsku od 2007 roku, największa polska gazeta na Ukrainie dostępna w wersji elektronicznej, radiowej i telewizyjnej. Jej założycielem, wydawcą i redaktorem naczelnym był Mirosław Rowicki (1953–2020).

## Historia
Pismo ukazało się po raz pierwszy 15 sierpnia 2007 roku. Jego celem jest informowanie Polaków mieszkających na Ukrainie o życiu kulturalnym i politycznym społeczności polskiej, a także stosunkach polsko-ukraińskich. Sporo uwagi poświęca redakcja tematyce historycznej, społecznej i regionalnej. Kurier wspiera finansowo Senat Rzeczypospolitej Polskiej, za pośrednictwem fundacji Wolność i Demokracja oraz Fundacji „Pomoc Polakom na Wschodzie”. Od stycznia 2019 roku redakcja gazety mieści się przy ul. Generała Czuprynki we Lwowie.

## Działalność
Kurier Galicyjski oprócz wydania drukowanego to także portal internetowy, radio i telewizja internetowa. 
Redakcja jest też producentem filmów dokumentalnych. Przy Kurierze Galicyjskim działa Studio Filmowe „Lwów”. Grupa Medialna Kuriera Galicyjskiego wydaje też książki i albumy w ramach Biblioteki Kuriera Galicyjskiego. Dziennikarze Kuriera Galicyjskiego współpracują z kanałem TVP Polonia współtworząc telewizyjny magazyn informacyjny Studio Lwów.

## Biblioteka Kuriera Galicyjskiego
- Dmytro Antoniuk, Rok 1920. Pamięć w czasach zarazy. Tvori, Winnica 2021, s. 207 ISBN 978-966-949-973-8

## Nagrody
- 2009 – nagroda im. Witolda Hulewicza[7]
- 2015 – Krzyż Kawalerski Orderu Odrodzenia Polski dla Mirosław Rowickiego[8]
- 2015 - Nagroda Honorowa Festiwalu Filmów Emigracyjnych „Emigra” 2015 za całokształt pracy dziennikarskiej redaktora naczelnego „Kuriera Galicyjskiego” Mirosława Rowickiego[9].
- 2015 – Nagroda im. Macieja Płażyńskiego w kategorii redakcja medium polonijnego. W uzasadnieniu podano, że jest to nagroda za odważną publicystykę dotyczącą polskiej tożsamości na Ukrainie oraz za wnikliwą analizę procesu tworzenia się państwowości ukraińskiej i aspiracji Ukraińców do budowania państwa opartego na europejskich wartościach[10].
- 2018 – Nagroda im. Macieja Płażyńskiego – wyróżnienie dla Beaty Kost, dziennikarki „Kuriera Galicyjskiego” za książkę „Kobiety ze Lwowa”[11]
- EMIGRA 2018 – wyróżnienie: Jarosław Krasnodębski i Eugeniusz Sało za film „Tam był mi raj. Opowieść o dawnym Stanisławowie”[12].
- W 2018 roku z okazji jubileuszu 10-lecia dwutygodnika redakcja „Kuriera Galicyjskiego” otrzymała list gratulacyjny i nagrodę specjalną  od wicepremiera i ministra kultury i dziedzictwa narodowego RP Piotra Glińskiego[13].
- 2018 – Mirosław Rowicki, redaktor naczelny Kuriera Galicyjskiego, został odznaczony orderem „Za Rozbudowę Ukrainy”[14]